# 埃勒泽勒
埃勒泽勒（法語：Ellezelles，法語發音：[ɛlzɛl] ⓘ）是比利时瓦隆大区埃諾省阿特區的一个市镇，西北与弗拉芒大區东佛兰德省接壤，通行法语，是比利时法语社群的一部分，面积45.11平方千米，人口6,001人（2018年1月1日）。